# Ирина Гуро
Раиса Романовна Собол (на украински: Раїса Романівна Соболь) е съветска и украинска юристка, военнослужеща – сътрудник на разузнаването и капитан от държавната безопасност, поетеса и писателка на произведения в жанра исторически роман, лирика и детска литература. Пише под псевдонима Ирина Гуро (на украински: Ірина Гуро).

## Биография и творчество
Раиса Собол е родена на 6 май 1904 г. в Киев, Руска империя, в семейството на директора на голям завод. През 1919 г. участва в организирането на комунистически младежки кръгове. От 1920 г. е член на Комсомола, а от 1921 г. член на окръжния комитет на Комсомола в Белгород.
В периода 1921 – 1924 г. следва в юридическия факултет на Харковския институт за народна икономика. В периода 1923 – 1926 г. работи в съдебната система. През 1925 г. става член на Комунистическата партия на Съветския съюз.
От 1926 г. работи в органите на ГПУ, първо в Икономическия отдел, а след това във Външния отдел. През 1938 г. е арестувана по показанията на съпруга ѝ Михаил Ревзин, с когото живее 13 години. По време на разследването тя не призна вината си, но е осъдена на 8 години по подозрение в шпионаж. Докато е в затвора, тя пише писмо до Лаврентий Берия, след което през септември 1941 г. е освободена с прекратяване на делото.
След освобождението си се включва във Великата отечествена война, като в периода от 16 октомври 1941 г. до 27 юли 1942 г. е оперативен работник в Специалния отдел на Югозападния фронт. От август 1942 г. е инструктор на разузнавателния отряд на щаба на Северната група партизани. През 1944 г. отново става член на КПСС. През май 1945 г. е преместена в резерва на армията.
След демобилизацията си се насочва към кариера в литературата под псевдонима Ирина Гуро. Първата ѝ книга, повестта „В добрый путь, Кумриниса“, е публикувана през 1950 г.
През 1966 г. е издаден романа ѝ „Пътят към Рюбецал“. В него е представена историята на немския антифашист Макс, емигрирал през 1939 година в СССР, който по време на Втората световна война остава в тила на врага. Той влиза в партизански отряд и като разузнавач заедно със своята приятелка Людмила се бори срещу нацистите. Макс загива при изпълнение на важна задача, а Людмила много години по-късно успява да осъществи общата им мечта – да изкачи връх в планината Рюбецал. През 1968 година книгата получава наградата „Николай Островски“, а през 1971 г. ромънът е екранизиран в едноименния филм.
През 1985 г. е публикувана двутомна колекция от нейни избрани произведения.
Раиса Собол умира на 29 юни 1988 г. в Москва, СССР.

## Произведения
- В добрый путь, Кумриниса (1950)
- Один из вас (1951) – повест за деца
- На суровом склоне (1953)
- Синий кабан (1955) – повест за деца
- На суровом склоне (1957)
- Кто пил воду из Зеравшана (1959) – документална повест за деца
- Наша знакомая Гульджан (1959) – сборник повести и разкази
- Путь сибирской дальний (1959)
- Подвиг Антона Костюшко (1961) – за революционера от Читинското въстание (1905 – 1907, Чита)
- Барбюс (1962) – с Лидия Фоменко
- Всем смертям назло (1964)
- Дорога на Рюбецаль (1966)
Пътят към Рюбецал, изд.: „Народна култура“, София (1972), прев. Маргарита Михалкова
- Взрыв (1973)
- …И мера в руке его (1973)
- Веснушка, собака и кандидат в президенты (1974)
- Песочные часы (1976)
- Горизонты: Повесть о Станиславе Косиоре (1977) – с Павел Судоплатов
- Конь мой бежит (1987) – с Павел Судоплатов
- Ольховая аллея. Повесть о Кларе Цеткин (1989, посмъртно)

### Екранизации
- 1971 Дорога на Рюбецаль